# Cremaspora
Cremaspora é um género botânico pertencente à família Rubiaceae.

## Espécies
- Cremaspora africana
- Cremaspora bocandeana
- Cremaspora coffeoides
- Cremaspora comorensis
- Cremaspora confluens
- Cremaspora congesta

1. ↑  «Cremaspora — World Flora Online». www.worldfloraonline.org. Consultado em 19 de agosto de 2020